# Antillotrecha fraterna
Antillotrecha fraterna är en spindeldjursart som beskrevs av Armas 1994. Antillotrecha fraterna ingår i släktet Antillotrecha och familjen Ammotrechidae. Inga underarter finns listade i Catalogue of Life.